# Muzsikál az erdő
A Muzsikál az erdő  a Mátra erdejei köré szerveződő zenei-művészeti fesztivál. Mottója:  „ahol az erdő és a zene összefonódik. Jókedv, erdei értékek, művészetek, barátság, testi-lelki feltöltődés!”

## Célja
Az erdő, a zene és a művészet erejével a résztvevőket környezettudatos, fenntartható életvitel irányába mozdítani. A helyi közösségek megerősítése, a helyi értékek, a fenntartható gazdálkodás felkarolása, a helyi termékek fogyasztása, a Kárpát-medencei hagyományok megőrzése, az erdők növény- és állatvilágának megismerése, szeretete, a környezet védelme, a természettel harmóniában való létezés.

## Története
Szabó Lajos erdőmérnök (Bátony TV, Erdőnjáró c. filmsorozata: tél-tavasz-nyár-ősz) ötlete és megvalósítása alapján a Mátrai Művészeti Napok keretén belül 2004 nyarán szerveződött első alkalommal Muzsikál az erdő ingyenesen látogatható rendezvénysorozat. A kezdeti 3-4 napos fesztiválból a Mátrában 9 napos, 9 helyszínen zajló eseményfolyammá nőtte ki magát. 2013-ban elindult az ország más régióiban szervezett rendezvények sora. 2016-tól határon túli rendezvénynapok megalapozták a kárpát-medencei ismertséget is.
Míg eleinte kizárólag amatőr, helyi előadóművészek kaptak lehetőséget, az utóbbi évekre felsorakoztak világhírű és országos ismertséggel bíró előadók, zenei formációk is.
A rendezvénysorozat hű maradt eredeti elveihez, ragaszkodik a helyi értékek népszerűsítéséhez, növeli a vidék ismertségét, turisztikai vonzerejét.
A helyi közösségek, szervezetek (önkormányzatok, erdészetek, civil szervezetek, művészek) összefogásával, az erdő, a zene, a művészetek különböző ágainak az összefonódásával jön létre a rendezvénysorozat. A programok szervezését sok lelkes ember, önkéntesek bevonásával Szabó Lajos mint főszervező és a 2005-ben létrehozott „Muzsikál az Erdő Alapítvány” titkára végzi.
A „Muzsikál az erdő” egyfajta missziót is folytat, hogy minél szélesebb rétegekkel ismertesse meg a klasszikus és a népzene értékeit, a környezettudatos, erdőt szerető gondolatokat. A vezetett erdei séták során az erdő, mint megújuló erőforrás és az erdei életközösségek megismertetése mellett hangsúlyozza az ember szerepét a természetben.
Napjaink legkörnyezettudatosabb, legkisebb ökológiai lábnyommal rendelkező fesztiválja, amit a 2017-ben elnyert Ozone Zöld-díj is igazol.

## Betétprogramok[10]
- klasszikus és népzenei koncertek a lombkoronák árnyékában[11]
- képzőművészeti kiállítások
- kézműves foglalkozások
- erdei divatbemutató az újrahasznosítás jegyében
- szakvezetéses erdei túrák és élményséták
- fenntartható gazdálkodási példák bemutatása
- ismeretterjesztő előadások
- helyi termékek, értékek és gasztronómia bemutatása
- gyermekprogramok

## Helyszínek
- „Muzsikál az erdő” – Mátrai Művészeti Napok rendezvénysorozat[12]
- „Muzsikál az erdő” – a Körösök völgyében[13]
- „Muzsikál az erdő” – a Hírös Városban[14]
- „Muzsikál az erdő” – a határon túl[15]

## Alkotói pályázatok
A „Muzsikál az erdő” évről évre pályázatokat hirdet fotó, képzőművészet, irodalom és gyermekrajz kategóriában. A benyújtandó pályaművekkel kapcsolatban a legfontosabb követelmény, hogy tükrözzék a rendezvény szellemiségét, a természettel, az erdővel harmóniában élő ember életfilozófiáját.

## Díjak, elismerések
- Nógrád megyei Príma Díj (2011)[17]
- Nógrád Megyei Értéktár tagja, Nógrádikum Díj (2014)[18]
- Ozone Zöld-díj (2017)[9]
- Minősített Fesztivál (2018)[19]
- Beke Pál nívódíj (2019)[20]

## Forrás
- A Muzsikál az Erdő hivatalos oldala